# Iris anguifuga
Iris anguifuga är en irisväxtart som beskrevs av Yu Tang Zhao och X.J.Xue. Iris anguifuga ingår i släktet irisar, och familjen irisväxter. Inga underarter finns listade i Catalogue of Life.